# Pieter Jacob Andriessen
Pieter Jacob Andriessen ('s-Gravenhage, 17 december 1815 – Amsterdam, 19 maart 1877) was een Nederlandse schrijver en onderwijzer.
In 1844 werd hij hoofdonderwijzer te Amsterdam, een functie die hij uitoefende tot in 1872. Hierna wijdde hij zich volledig aan het schrijven.
Hij overleed te Amsterdam en werd te Rustoord begraven, waar ook een gedenkteken voor hem onthuld werd.
Zijn eerste boeken werden uitgebracht onder het pseudoniem Pieter Jacobsz. Dit waren Adolf of de verloren zoon; De minnezanger van Gravinne Ada; en De Schoondochter. Onder zijn eigen naam schreef hij 'eene geheele reeks van romantische verhalen voor jongelieden, voornamelijk aan de vaderlandsche geschiedenis ontleend, verder verhalen voor meisjes en voor jongere kinderen'.
Samen met W.J. Hofdijk schreef hij Panorama van Neerlands verleden. Samen met zijn dochter Suze Andriessen schreef hij vlak voor zijn dood Het Heidebloempje: een verhaal uit onzen tijd, voor meisjes.